# Francisco Moles, książę Rareti y Calatrava
Don Francisco Moles, książę Rareti y Calatrava hiszpański dyplomata żyjący w XVIII wieku.
Od 1700 pełnił funkcję hiszpańskiego ambasadora przy wiedeńskim dworze. W Wiedniu przeszedł na służbę austriacką i był austriackim ambasadorem na dworze Carlosa III, habsburskiego króla Hiszpanii (o tron walczył z nim w Hiszpanii Filip V Burbon popierany przez Francję.